# Grönland farkasfalka
A Grönland farkasfalka a Kriegsmarine tengeralattjárókból álló, második világháborús támadóegysége volt, amely összehangoltan tevékenykedett 1941. augusztus 10. és 1941. augusztus 27. között az Atlanti-óceán északi részén, főleg Izlandtól délre, a Brit-szigetektől észak-északnyugatra. A Grönland farkasfalka 21 búvárhajóból állt, amelyek négy hajót elsüllyesztettek, egyet megrongáltak. Ezek összesített vízkiszorítása 13 772 brt volt. A tengeralattjárók nem szenvedtek veszteséget. A falka a sarkvidéki Grönlandról kapta nevét.

## A farkasfalka tengeralattjárói
| A hajó száma | Parancsnoka                  | Részvétel kezdete   | Részvétel vége      |
| ------------ | ---------------------------- | ------------------- | ------------------- |
| U–38         | Heinrich Schuch              | 1941. augusztus 10. | 1941. augusztus 27. |
| U–43         | Wolfgang Lüth                | 1941. augusztus 10. | 1941. augusztus 27. |
| U–71         | Walter Flachsenberg          | 1941. augusztus 10. | 1941. augusztus 27. |
| U–73         | Helmut Rosenbaum             | 1941. augusztus 12. | 1941. augusztus 27. |
| U–77         | Heinrich Schonder            | 1941. augusztus 10. | 1941. augusztus 23. |
| U–82         | Siegfried Rollmann           | 1941. augusztus 11. | 1941. augusztus 27. |
| U–84         | Horst Uphoff                 | 1941. augusztus 16. | 1941. augusztus 27. |
| U–96         | Heinrich Lehmann-Willenbrock | 1941. augusztus 12. | 1941. augusztus 27. |
| U–101        | Ernst Mengersen              | 1941. augusztus 12. | 1941. augusztus 27. |
| U–105        | Georg Schewe                 | 1941. augusztus 12. | 1941. augusztus 27. |
| U–129        | Asmus Nicolai Clausen        | 1941. augusztus 10. | 1941. augusztus 25. |
| U–202        | Hans-Heinz Linder            | 1941. augusztus 17. | 1941. augusztus 27. |
| U–206        | Herbert Opitz                | 1941. augusztus 10. | 1941. augusztus 23. |
| U–501        | Hugo Förster                 | 1941. augusztus 10. | 1941. augusztus 27. |
| U–553        | Karl Thurmann                | 1941. augusztus 10. | 1941. augusztus 23. |
| U–563        | Klaus Bargsten               | 1941. augusztus 10. | 1941. augusztus 23. |
| U–567        | Theodor Fahr                 | 1941. augusztus 10. | 1941. augusztus 23. |
| U–568        | Joachim Preuss               | 1941. augusztus 10. | 1941. augusztus 23. |
| U–569        | Hans-Peter Hinsch            | 1941. augusztus 12. | 1941. augusztus 27. |
| U–652        | Georg-Werner Fraatz          | 1941. augusztus 23. | 1941. augusztus 27. |
| U–751        | Gerhard Bigalk               | 1941. augusztus 12. | 1941. augusztus 27. |

## Elsüllyesztett és megrongált hajók
| Dátum               | A búvárhajó száma | A hajó neve           | Nemzetisége        | Vízkiszorítása | Konvoj |
| ------------------- | ----------------- | --------------------- | ------------------ | -------------- | ------ |
| 1941. augusztus 12. | U–568             | HMS Picotee*          | Egyesült Királyság | 925            | ON–4   |
| 1941. augusztus 18. | U–38              | Longtaker             | Panama             | 1700           |        |
| 1941. augusztus 26. | U–652             | HMS Southern Prince** | Egyesült Királyság | 10 917         |        |
| 1941. augusztus 27. | U–202             | Ladylove              | Egyesült Királyság | 230            |        |

* Elsüllyesztett hadihajó

** Megrongált hadihajó